# Georgische Legion

Ärmelabzeichen der Georgischen Legion

Die Georgische Legion (georgisch ქართული ლეგიონი) war eine Einheit der deutschen Armee, der vor allem Georgier angehörten. Sie bestand während des Ersten Weltkrieges von 1915 bis 1917 und während des Zweiten Weltkrieges von 1941 bis 1945. Ihr Kriegsziel war die staatliche Unabhängigkeit Georgiens von Russland bzw. der Sowjetunion, die von den jeweiligen deutschen Behörden bei einer militärischen Kooperation zugesichert worden war.

## 1915 bis 1917
Im Ersten Weltkrieg wurde die Georgische Legion in Samsun, Türkei aufgestellt. Der Einheit gehörten rund 1.500 Soldaten an. Ihr Kommandeur war zunächst der deutsche Leutnant Horst Schliephack. Höchster georgischer Offizier war Generalmajor Leo Kereselidse.
Die Legion wurde 1915 durch Friedrich-Werner Graf von der Schulenburg rekrutiert, der von 1911 bis zum Beginn des Ersten Weltkrieges deutscher Konsul im russischen Gouvernement Tiflis gewesen war. Die Soldaten gewann er in einem extra eingerichteten türkischen Kriegsgefangenenlager für Georgier und Muslime aus dem Kaukasus. Dabei wurde er von dem in Deutschland gegründeten Komitee für die Unabhängigkeit Georgiens unterstützt. 1915 ernannte der Chef des Generalstabs der Feldheeres von der Schulenburg zum Leiter der Georgischen Legion.
Während der Kämpfe zwischen Russland und dem Osmanischen Reich war die Legion im Gebirge östlich von Tirebolu am Ufer des Flusses Harschit unweit des Schwarzen Meeres stationiert. Während die deutsche Reichsregierung sie ausschließlich im Falle einer anti-russischen Revolte in Georgien einsetzen wollte, war die Türkei bestrebt, sie als Freiwilligenverband im Krieg zu verwenden. In Kampfhandlungen war sie deshalb kaum verwickelt.
Die Legion wurde im Januar 1917 aufgelöst, nachdem es zu Spannungen zwischen der türkischen Regierung und dem Komitee für die Unabhängigkeit Georgiens gekommen war. Seine georgischen Offiziere bildeten später unter Kereselidse den Kern der Nationalarmee der Demokratischen Republik Georgien.

## 1941 bis 1945
Im Zweiten Weltkrieg wurde die Georgische Legion (Georg.Leg.) von der Wehrmacht auf dem Truppenübungsplatz Mitte bei Radom im  Generalgouvernement Polen aufgestellt. Ihr gehörten über 12.000 Soldaten an, die in 12 Bataillonen dienten, die jeweils rund 800 Soldaten in fünf Kompanien zusammenfassten. Hinzu kamen etwa 3000 Soldaten als deutsches Rahmenpersonal. Kommandeur war der georgische Generalmajor Schalwa Maglakelidse, von 1919 bis 1920 Generalgouverneur von Tiflis. Ihm war ein deutscher Führungsstab zur Seite gestellt, der dem Kommando der Ostlegionen unterstellt war.
Die ersten Soldaten wurden vom Aufstellungsstab der Ostlegionen unter georgischen Emigranten in Deutschland rekrutiert, die ihr Land 1921 nach der Besetzung durch die Rote Armee verlassen hatten. Das Ostministerium der Reichsregierung garantierte ihnen, Georgien werde nach dem Sieg über die Sowjetunion seine staatliche Unabhängigkeit wiedererlangen. Später wurden Kriegsgefangene der sowjetischen Streitkräfte rekrutiert, die in Kriegsgefangenenlagern angesprochen worden waren. Im Eintritt in die Georgische Legion sahen sie vor allem eine Chance, Hunger, Krankheit und Tod in den Lagern zu entgehen.
Verbände der Georgischen Legion wurden 1943 zunächst im nördlichen Kaukasus, dann auf der Krim und ab 1944 in Frankreich sowie den Niederlanden eingesetzt.
Im November 1943 erwog das Oberkommando des Heeres, das Georgische Feldbataillon I./9 wegen „Unzuverlässigkeit“ aufzulösen, nachdem die 10. Kompanie desertiert war. Es wurde jedoch teils auf dem Luft-, teils auf dem Seewege auf die Krim verlegt und an verschiedenen Standorten im Eisenbahnsicherungsdienst eingesetzt. Am 15. April 1944 wurde es auf dem Seeweg nach Rumänien evakuiert. Bis 17. Mai 1944 Fußmarsch bis Békéscsaba. Bahntransport nach Frankreich und Einsatz in Mazamet und Agen im Eisenbahnsicherungsdienst. Ab 19. August 1944 auf dem Rückzug, kapitulierte die Einheit am 31. August 1944 im Département Ardèche vor den Alliierten.
Das Georgische Infanteriebataillon 822 führte im April 1945 den Georgischen Aufstand auf Texel in den Niederlanden.

### Liste der Einheiten der Georgischen Legion
- Bataillon 795 „Schalwa Maglakelidse“ – Kampfeinsätze: 1942 in Nordossetien, 1943 in Frankreich
- Bataillon 796 – Kampfeinsatz: 1942–1943 in Tuapse, nördlicher Kaukasus
- Bataillon 797 „Giorgi Saakadse“ – Kampfeinsatz: 1943–1944 in Frankreich
- Bataillon 798 „König Irakli II. Bagrationi“ – Kampfeinsatz: 1943–1944 in Frankreich
- Bataillon 799 „König David Bagrationi-Agamaschenebli“ – Kampfeinsatz: 1943–1944 in Frankreich
- Bataillon 822 „Königin Tamara“ – Kampfeinsätze: 1943–1944 in Frankreich, Insel Texel, Niederlande
- Bataillon 823 „Schota Rustaweli“
- Bataillon 824 „Ilia Tschawtschawadse“ – Kampfeinsatz: 1944 in Lviv, Polen

### Andere georgische Einheiten
Insgesamt dienten rund 30.000 Georgier in den Reihen der Wehrmacht. Neben der Georgischen Legion waren sie in der Nordkaukasischen Legion, dem I. Bataillon des Sonderverbands Bergmann und dem Freiwilligen-Stamm-Regiment 1 anzutreffen. Es gab auch eine SS-Waffengruppe Georgien, unter dem Kommando von Standartenführer Micheil-Fridon Zulukidse. Zudem gab es noch georgische Helfer in  vielen Einheiten der Wehrmacht, die z. B. als Übersetzer tätig waren.